# 高煜
高煜（1989年7月—），上海市勞動模範、2022年全国五一劳动奖章獲得者，全国青联委员，上海市青联常委，虹桥火车站站地鐵车站站长，中國共產黨党员，中共二十大代表。

## 生平
2010年，高煜进入上海地铁（申通地铁集团），成為虹桥火车站站站务员。  